# .bf
Pour les articles homonymes, voir BF.
.bf est le domaine de premier niveau national (country code top level domain : ccTLD) réservé au Burkina Faso.

## Histoire
Le domaine .bf a été introduit en 1993, dans le but de fournir au Burkina Faso une identité numérique propre sur Internet. Sa gestion était initialement assurée par l’Université de Ouagadougou.
Depuis 2019, l'administration du .bf est confiée à l’Association Burkinabè des Domaines Internet (ABDI), une structure nationale spécialisée dans la gestion des noms de domaine pour le pays. L’ARCEP (Autorité de Régulation des Communications Électroniques et des Postes) reste l'autorité de tutelle, mais la gestion opérationnelle et technique est entièrement déléguée à l’ABDI.

## Administration
La gestion du domaine .bf est assurée par l’Association Burkinabè des Domaines Internet (ABDI) depuis 2019. Cette structure nationale à but non lucratif a été créée pour assurer la coordination, la régulation et le développement du système de noms de domaine en .bf.
L’ABDI est responsable de :
- la gestion administrative du registre national des noms de domaine en .bf ;
- la supervision technique des infrastructures associées (DNS, serveurs de noms, etc.) ;
- l’élaboration et la mise en œuvre des politiques d’enregistrement, en conformité avec les lois nationales et les standards internationaux (notamment ceux de l’ICANN) ;
- la sensibilisation et la promotion de l’usage du .bf auprès des institutions, entreprises et citoyens burkinabè[3].

L’ARCEP (Autorité de Régulation des Communications Électroniques et des Postes) exerce une fonction de tutelle, veillant au respect des principes de transparence, de neutralité et de souveraineté dans la gestion du domaine.
L’ABDI collabore également avec des registrars agréés, qui sont autorisés à enregistrer des noms de domaine pour le compte des utilisateurs finaux, selon des conditions strictes d'identification et d’éligibilité.